# Mother Goose (canción)
"Mother Goose" ("Mamá Ganso") es la cuarta canción del álbum Aqualung, de la banda británica de rock progresivo Jethro Tull (1971).
Es la composición acústica más larga del disco. Hasta la mitad del tema no se empieza a usar la guitarra eléctrica e incluso, desde ese momento, no es el instrumento que más destaca. La forma en la que Ian Anderson toca la flauta confiere a la canción cierto aire medieval, que será más frecuente en álbumes posteriores.
El título hace referencia a Mamá Ganso, personaje típico de los cuentos ingleses.